# César de melhor filme estrangeiro
O César de Melhor Filme Estrangeiro (em francês: César du Meilleur Film Étranger) é um prémio cinematográfico concedido anualmente, desde a primeira edição dos Prémios César, em 3 de abril de 1976, no Palais des congrès em Paris.
O único cineasta com 3 filmes vencedores desta categoria é Clint Eastwood (Mystic River, Million Dollar Baby e Gran Torino). Quatro cineastas tem dois filmes entre os vencedores: Ettore Scola (C'eravamo tanto amati e Una giornata particolare), Woody Allen (Manhattan e The Purple Rose of Cairo), David Lynch (The Elephant Man e Mulholland Drive) e Pedro Almodóvar (Tacones lejanos e Todo sobre mi madre).
A cor de fundo       indica os vencedores.

## Década de 1970
| Ano  | Filme                           | Título no Brasil               | Título em Portugal             | País               | Diretor/Realizador |
| ---- | ------------------------------- | ------------------------------ | ------------------------------ | ------------------ | ------------------ |
| 1976 | Profumo di donna                | Perfume de Mulher              | Perfume de Mulher              | Itália             | Dino Risi          |
| 1976 | Aguirre, der Zorn Gottes        | Aguirre, a Cólera dos Deuses   | Aguirre, o Aventureiro         | Alemanha Ocidental | Werner Herzog      |
| 1976 | Trollflöjten                    | A Flauta Mágica                | A Flauta Mágica                | Suécia             | Ingmar Bergman     |
| 1976 | Nashville                       | Nashville                      | Nashville                      | Estados Unidos     | Robert Altman      |
| 1977 | C'eravamo tanto amati           | Nós que nos Amávamos Tanto     | Tão Amigos que Nós Éramos      | Itália             | Ettore Scola       |
| 1977 | Barry Lyndon                    | Barry Lyndon                   | Barry Lyndon                   | Reino Unido        | Stanley Kubrick    |
| 1977 | One Flew Over the Cuckoo's Nest | Um Estranho no Ninho           | Voando Sobre um Ninho de Cucos | Estados Unidos     | Milos Forman       |
| 1977 | Cría cuervos                    | Cría Cuervos                   | Cria Corvos                    | Espanha            | Carlos Saura       |
| 1978 | Una giornata particolare        | Um Dia Muito Especial          | Um Dia Inesquecível            | Itália             | Ettore Scola       |
| 1978 | Der amerikanische Freund        | O Amigo Americano              | O Amigo Americano              | Alemanha Ocidental | Wim Wenders        |
| 1978 | Annie Hall                      | Noivo Neurótico, Noiva Nervosa | Annie Hall                     | Estados Unidos     | Woody Allen        |
| 1978 | Pane e cioccolata               | Pão e Chocolate                | Pão e Chocolate                | Itália             | Franco Brusati     |
| 1979 | L'albero degli zoccoli          | A Árvore dos Tamancos          | A Árvore dos Tamancos          | Itália             | Ermanno Olmi       |
| 1979 | Julia                           | Júlia                          | Júlia                          | Estados Unidos     | Fred Zinnemann     |
| 1979 | Höstsonaten                     | Sonata de Outono               | Sonata de Outono               | Suécia             | Ingmar Bergman     |
| 1979 | A Wedding                       | Cerimônia de Casamento         | Um Casamento                   | Estados Unidos     | Robert Altman      |

## Década de 1980
| Ano  | Filme                                             | Título no Brasil                              | Título em Portugal                            | País               | Diretor/Realizador   |
| ---- | ------------------------------------------------- | --------------------------------------------- | --------------------------------------------- | ------------------ | -------------------- |
| 1980 | Manhattan                                         | Manhattan                                     | Manhattan                                     | Estados Unidos     | Woody Allen          |
| 1980 | Apocalypse Now                                    | Apocalypse Now                                | Apocalypse Now                                | Estados Unidos     | Francis Ford Coppola |
| 1980 | Hair                                              | Hair                                          | Hair                                          | Estados Unidos     | Milos Forman         |
| 1980 | Die Blechtrommel                                  | O Tambor                                      | O Tambor                                      | Alemanha Ocidental | Volker Schlöndorff   |
| 1981 | Kagemusha (影武者)                                | Kagemusha, a Sombra do Samurai                | Kagemusha - A Sombra do Guerreiro             | Japão              | Akira Kurosawa       |
| 1981 | Fame                                              | Fama                                          | Fama                                          | Estados Unidos     | Alan Parker          |
| 1981 | Kramer vs. Kramer                                 | Kramer versus Kramer                          | Kramer contra Kramer                          | Estados Unidos     | Robert Benton        |
| 1981 | The Rose                                          | A Rosa                                        | A Rosa                                        | Estados Unidos     | Mark Rydell          |
| 1982 | The Elephant Man                                  | O Homem Elefante                              | O Homem Elefante                              | Reino Unido        | David Lynch          |
| 1982 | Raiders of the Lost Ark                           | Indiana Jones e os Caçadores da Arca Perdida  | Os Salteadores da Arca Perdida                | Estados Unidos     | Steven Spielberg     |
| 1982 | Die Fälschung                                     |                                               | Círculo de Mentira                            | Alemanha Ocidental | Volker Schlöndorff   |
| 1982 | Człowiek z żelaza                                 | O Homem de Ferro                              | O Homem de Ferro                              | Polónia            | Andrzej Wajda        |
| 1983 | Victor/Victoria                                   | Victor ou Victória?                           | Victor/Victoria                               | Reino Unido        | Blake Edwards        |
| 1983 | E.T. the Extra-Terrestrial                        | E.T. - O Extraterrestre                       | E.T. - O Extraterrestre                       | Estados Unidos     | Steven Spielberg     |
| 1983 | The French Lieutenant's Woman                     | A Mulher do Tenente Francês                   | A Amante do Tenente Francês                   | Reino Unido        | Karel Reisz          |
| 1983 | Yol                                               |                                               | Yol - Licença Precária                        | Turquia            | Yilmaz Güney         |
| 1984 | Fanny och Alexander                               | Fanny e Alexander                             | Fanny e Alexander                             | Suécia             | Ingmar Bergman       |
| 1984 | Carmen                                            |                                               | Carmen                                        | Espanha            | Carlos Saura         |
| 1984 | The Gods Must Be Crazy                            | Os Deuses Devem Estar Loucos                  | Os Deuses Devem Estar Loucos                  | Botswana           | Jamie Uys            |
| 1984 | Tootsie                                           | Tootsie                                       | Tootsie                                       | Estados Unidos     | Sydney Pollack       |
| 1985 | Amadeus                                           | Amadeus                                       | Amadeus                                       | Estados Unidos     | Milos Forman         |
| 1985 | Greystoke: The Legend of Tarzan, Lord of the Apes | Greystoke - A Lenda de Tarzan, o Rei da Selva | Greystoke - A Lenda de Tarzan, o Rei da Selva | Reino Unido        | Hugh Hudson          |
| 1985 | Maria's Lovers                                    | Os Amantes de Maria                           | Os Amantes de Maria                           | Estados Unidos     | Andrei Kontchalovski |
| 1985 | Paris, Texas                                      | Paris, Texas                                  | Paris, Texas                                  | Alemanha Ocidental | Wim Wenders          |
| 1986 | The Purple Rose of Cairo                          | A Rosa Púrpura do Cairo                       | A Rosa Púrpura do Cairo                       | Estados Unidos     | Woody Allen          |
| 1986 | Year of the Dragon                                | O Ano do Dragão                               | O Ano do Dragão                               | Estados Unidos     | Michael Cimino       |
| 1986 | The Killing Fields                                | Os Gritos do Silêncio                         | Terra Sangrenta                               | Reino Unido        | Roland Joffé         |
| 1986 | Ran (乱)                                          | Ran                                           | Os Senhores da Guerra                         | Japão              | Akira Kurosawa       |
| 1986 | Desperately Seeking Susan                         | Procura-se Susan Desesperadamente             | Desesperadamente Procurando Susana            | Estados Unidos     | Susan Seidelman      |
| 1987 | Der Name der Rose                                 | O Nome da Rosa                                | O Nome da Rosa                                | Alemanha Ocidental | Jean-Jacques Annaud  |
| 1987 | After Hours                                       | Depois de Horas                               | Nova Iorque Fora de Horas                     | Estados Unidos     | Martin Scorsese      |
| 1987 | Hannah and Her Sisters                            | Hannah e Suas Irmãs                           | Ana e as Suas Irmãs                           | Estados Unidos     | Woody Allen          |
| 1987 | The Mission                                       | A Missão                                      | A Missão                                      | Reino Unido        | Roland Joffé         |
| 1987 | Out of Africa                                     | Entre Dois Amores                             | África Minha                                  | Estados Unidos     | Sydney Pollack       |
| 1988 | The Last Emperor                                  | O Último Imperador                            | O Último Imperador                            | Itália             | Bernardo Bertolucci  |
| 1988 | Der Himmel über Berlin                            | Asas do Desejo                                | As Asas do Desejo                             | Alemanha Ocidental | Wim Wenders          |
| 1988 | The Untouchables                                  | Os Intocáveis                                 | Os Intocáveis                                 | Estados Unidos     | Brian De Palma       |
| 1988 | Intervista                                        | Entrevista                                    | Entrevista                                    | Itália             | Federico Fellini     |
| 1988 | Oci ciornie                                       | Olhos Negros                                  | Olhos Negros                                  | Itália             | Nikita Mikhalkov     |
| 1989 | Out of Rosenheim                                  | Bagdad Café                                   | Café Bagdad                                   | Alemanha Ocidental | Percy Adlon          |
| 1989 | Bird                                              | Bird                                          | Fim do Sonho                                  | Estados Unidos     | Clint Eastwood       |
| 1989 | Who Framed Roger Rabbit                           | Uma Cilada para Roger Rabbit                  | Quem Tramou Roger Rabbit?                     | Estados Unidos     | Robert Zemeckis      |
| 1989 | Salaam Bombay! (सलाम बॉम्बे)                          | Salaam Bombay!                                | Salaam Bombay!                                | Índia              | Mira Nair            |

## Década de 1990
| Ano  | Filme                         | Título no Brasil                       | Título em Portugal                   | País                         | Diretor/Realizador                |
| ---- | ----------------------------- | -------------------------------------- | ------------------------------------ | ---------------------------- | --------------------------------- |
| 1990 | Dangerous Liaisons            | Ligações Perigosas                     | Ligações Perigosas                   | Reino Unido                  | Stephen Frears                    |
| 1990 | Nuovo cinema Paradiso         | Cinema Paradiso                        | Cinema Paraíso                       | Itália                       | Giuseppe Tornatore                |
| 1990 | Rain Man                      | Rain Man                               | Rain Man - Encontro de Irmãos        | Estados Unidos               | Barry Levinson                    |
| 1990 | Sex, Lies and Videotape       | Sexo, mentiras e Videotape             | Sexo, Mentiras e Vídeo               | Estados Unidos               | Steven Soderbergh                 |
| 1990 | Dom za vešanje                | Vida Cigana                            | O Tempo dos Ciganos                  | Iugoslávia                   | Emir Kusturica                    |
| 1991 | Dead Poets Society            | Sociedade dos Poetas Mortos            | O Clube dos Poetas Mortos            | Estados Unidos               | Peter Weir                        |
| 1991 | Goodfellas                    | Os Bons Companheiros                   | Tudo Bons Rapazes                    | Estados Unidos               | Martin Scorsese                   |
| 1991 | ¡Átame!                       | Ata-me!                                | Ata-me!                              | Espanha                      | Pedro Almodóvar                   |
| 1991 | Pretty Woman                  | Uma Linda Mulher                       | Pretty Woman - Um Sonho de Mulher    | Estados Unidos               | Garry Marshall                    |
| 1991 | Taksi-Blyuz (Такси-блюз)      | Taxi Blues                             | Taxi Blues                           | União Soviética              | Pavel Lungin                      |
| 1992 | Toto le héros                 | Um Homem com Duas Vidas                | Totó, o Herói                        | Bélgica                      | Jaco van Dormael                  |
| 1992 | Alice                         | Simplesmente Alice                     | Alice                                | Estados Unidos               | Woody Allen                       |
| 1992 | Dances with Wolves            | Dança com Lobos                        | Danças com Lobos                     | Estados Unidos               | Kevin Kostner                     |
| 1992 | The Silence of the Lambs      | O Silêncio dos Inocentes               | O Silêncio dos Inocentes             | Estados Unidos               | Jonathan Demme                    |
| 1992 | Thelma & Louise               | Thelma & Louise                        | Thelma & Louise                      | Estados Unidos               | Ridley Scott                      |
| 1993 | Tacones lejanos               | De Salto Alto                          | Saltos Altos                         | Espanha                      | Pedro Almodóvar                   |
| 1993 | L'Amant                       | O Amante                               | O Amante                             | Reino Unido                  | Jean-Jacques Annaud               |
| 1993 | Husbands and Wives            | Maridos e Esposas                      | Maridos e Mulheres                   | Estados Unidos               | Woody Allen                       |
| 1993 | Howards End                   | Retorno a Howards End                  | Regresso a Howards End               | Reino Unido                  | James Ivory                       |
| 1993 | The Player                    | O Jogador                              | O Jogador                            | Estados Unidos               | Robert Altman                     |
| 1994 | The Piano                     | O Piano                                | O Piano                              | Nova Zelândia                | Jane Campion                      |
| 1994 | Ba wang bie ji (霸王別姬)     | Adeus, Minha Concubina                 | Adeus, Minha Concubina               | Hong Kong                    | Chen Kaige                        |
| 1994 | Manhattan Murder Mystery      | Um Misterioso Assassinato em Manhattan | O Misterioso Assassínio em Manhattan | Estados Unidos               | Woody Allen                       |
| 1994 | Raining Stones                |                                        | Chuva de Pedras                      | Reino Unido                  | Ken Loach                         |
| 1994 | The Snapper                   |                                        | O Puto                               | Reino Unido                  | Stephen Frears                    |
| 1995 | Four Weddings and a Funeral   | Quatro Casamentos e um Funeral         | Quatro Casamentos e um Funeral       | Reino Unido                  | Mike Newell                       |
| 1995 | Caro diario                   | Caro Diário                            | Querido Diário                       | Itália                       | Nanni Moretti                     |
| 1995 | Schindler's List              | A Lista de Schindler                   | A Lista de Schindler                 | Estados Unidos               | Steven Spielberg                  |
| 1995 | Pulp fiction                  | Pulp Fiction - Tempo de Violência      | Pulp Fiction                         | Estados Unidos               | Quentin Tarantino                 |
| 1995 | Short Cuts                    | Short Cuts - Cenas da Vida             | Short Cuts - Os Americanos           | Estados Unidos               | Robert Altman                     |
| 1996 | Land and Freedom              | Terra e Liberdade                      | Terra e Liberdade                    | Reino Unido                  | Ken Loach                         |
| 1996 | Smoke                         | Cortina de Fumaça                      | Fumo                                 | Estados Unidos               | Wayne Wang                        |
| 1996 | The Bridges of Madison County | As Pontes de Madison                   | As Pontes de Madison County          | Estados Unidos               | Clint Eastwood                    |
| 1996 | Underground                   | Underground - Mentiras de Guerra       | Underground - Era Uma Vez Um País    | Iugoslávia                   | Emir Kusturica                    |
| 1996 | The Usual Suspects            | Os Suspeitos                           | Os Suspeitos do Costume              | Estados Unidos               | Bryan Singer                      |
| 1997 | Breaking the Waves            | Ondas do Destino                       | Ondas de Paixão                      | Dinamarca                    | Lars von Trier                    |
| 1997 | Il postino                    | O Carteiro e o Poeta                   | O Carteiro de Pablo Neruda           | Itália                       | Michael Radford                   |
| 1997 | Fargo                         | Fargo                                  | Fargo                                | Estados Unidos               | Joel et Ethan Coen                |
| 1997 | La Promesse                   | A Promessa                             | A Promessa                           | Bélgica                      | Jean-Pierre Dardenne Luc Dardenne |
| 1997 | Secrets & Lies                | Segredos e Mentiras                    | Segredos e Mentiras                  | Reino Unido                  | Mike Leigh                        |
| 1998 | Brassed Off                   | Um Toque de Esperança                  | Os Virtuosos                         | Reino Unido                  | Mark Herman                       |
| 1998 | Hana-bi (はなび)              | Hana-Bi - Fogos de Artifício           | Fogo de Artifício                    | Japão                        | Takeshi Kitano                    |
| 1998 | The English Patient           | O Paciente Inglês                      | O Paciente Inglês                    | Reino Unido / Estados Unidos | Anthony Minghella                 |
| 1998 | The Full Monty                | Ou Tudo ou Nada                        | Ou Tudo ou Nada                      | Reino Unido                  | Peter Cattaneo                    |
| 1998 | Everyone Says I Love You      | Todos Dizem Eu Te Amo                  | Toda a Gente Diz que Te Amo          | Estados Unidos               | Woody Allen                       |
| 1999 | La vita è bella               | A Vida É Bela                          | A Vida É Bela                        | Itália                       | Roberto Benigni                   |
| 1999 | Central do Brasil             | Central do Brasil                      | Central do Brasil                    | Brasil                       | Walter Salles                     |
| 1999 | Festen                        | Festa de Família                       | A Festa                              | Dinamarca                    | Thomas Vinterberg                 |
| 1999 | Saving Private Ryan           | O Resgate do Soldado Ryan              | O Resgate do Soldado Ryan            | Estados Unidos               | Steven Spielberg                  |
| 1999 | Titanic                       | Titanic                                | Titanic                              | Estados Unidos               | James Cameron                     |

## Década de 2000
| Ano  | Filme                                            | Título no Brasil                          | Título em Portugal                               | País               | Diretor/Realizador                |
| ---- | ------------------------------------------------ | ----------------------------------------- | ------------------------------------------------ | ------------------ | --------------------------------- |
| 2000 | Todo sobre mi madre                              | Tudo Sobre Minha Mãe                      | Tudo Sobre a Minha Mãe                           | Espanha            | Pedro Almodóvar                   |
| 2000 | Being John Malkovich                             | Quero ser John Malkovich                  | Queres ser John Malkovich?                       | Estados Unidos     | Spike Jonze                       |
| 2000 | Eyes Wide Shut                                   | De Olhos bem Fechados                     | De Olhos bem Fechados                            | Estados Unidos     | Stanley Kubrick                   |
| 2000 | Ghost Dog: The Way of the Samurai                | Ghost Dog                                 | Ghost Dog - O Método do Samurai                  | Estados Unidos     | Jim Jarmusch                      |
| 2000 | The Thin Red Line                                | Além da Linha Vermelha                    | A Barreira Invisível                             | Estados Unidos     | Terrence Malick                   |
| 2001 | Fa yeung nin wa (花樣年華)                       | Amor à Flor da Pele                       | Disponível para Amar                             | Hong Kong          | Wong Kar-wai                      |
| 2001 | Yi yi                                            | Yi yi                                     | Yi yi                                            | Taiwan             | Edward Yang                       |
| 2001 | American Beauty                                  | Beleza Americana                          | Beleza Americana                                 | Estados Unidos     | Sam Mendes                        |
| 2001 | Billy Elliot                                     | Billy Elliot                              | Billy Elliot                                     | Reino Unido        | Stephen Daldry                    |
| 2001 | Dancer in the Dark                               | Dançando no Escuro                        | Dancer in the Dark                               | Dinamarca          | Lars von Trier                    |
| 2002 | Mulholland Drive                                 | Cidade dos Sonhos                         | Mulholland Drive                                 | Estados Unidos     | David Lynch                       |
| 2002 | Moulin Rouge!                                    | Moulin Rouge - Amor em Vermelho           | Moulin Rouge                                     | Austrália          | Baz Luhrmann                      |
| 2002 | The Man Who Wasn't There                         | O Homem Que Não Estava Lá                 | O Barbeiro                                       | Estados Unidos     | Joel Coen                         |
| 2002 | Traffic                                          | Traffic                                   | Traffic - Ninguém Sai Ileso                      | Estados Unidos     | Steven Soderbergh                 |
| 2002 | La stanza del figlio                             | O Quarto do Filho                         | O Quarto do Filho                                | Itália             | Nanni Moretti                     |
| 2003 | Bowling for Columbine                            | Tiros em Columbine                        | Bowling for Columbine                            | Estados Unidos     | Michael Moore                     |
| 2003 | Chi-hwa-seon (취화선)                            | Pinceladas de Fogo                        | Embriagado de Mulheres e de Pintura              | Coreia do Sul      | Im Kwon-taek                      |
| 2003 | Sen to Chihiro no kamikakushi (千と千尋の神隠し) | A Viagem de Chihiro                       | A Viagem de Chihiro                              | Japão              | Hayao Miyazaki                    |
| 2003 | Minority Report                                  | Minority Report - A Nova Lei              | Minority Report - Relatório Minoritário          | Estados Unidos     | Steven Spielberg                  |
| 2003 | Ocean's Eleven                                   | Onze Homens e Um Segredo                  | Ocean's Eleven - Façam as Vossas Apostas         | Estados Unidos     | Steven Soderbergh                 |
| 2004 | Mystic River                                     | Sobre Meninos e Lobos                     | Mystic River                                     | Estados Unidos     | Clint Eastwood                    |
| 2004 | The Hours                                        | As Horas                                  | As Horas                                         | Estados Unidos     | Stephen Daldry                    |
| 2004 | Gangs of New York                                | Gangues de Nova York                      | Gangs de Nova Iorque                             | Estados Unidos     | Martin Scorsese                   |
| 2004 | Elephant                                         | Elefante                                  | Elephant                                         | Estados Unidos     | Gus Van Sant                      |
| 2004 | Vozvrashcheniye (Возвращение)                    | O Retorno                                 | O Regresso                                       | Rússia             | Andrei Zvyagintsev                |
| 2005 | Lost in translation                              | Encontros e Desencontros                  | Lost in Translation - O Amor é um Lugar Estranho | Estados Unidos     | Sofia Coppola                     |
| 2005 | 21 Grams                                         | 21 Gramas                                 | 21 Gramas                                        | Estados Unidos     | Alejandro González Iñárritu       |
| 2005 | Fahrenheit 9/11                                  | Fahrenheit 11 de Setembro                 | Fahrenheit 9/11                                  | Estados Unidos     | Michael Moore                     |
| 2005 | Diarios de motocicleta                           | Diários de Motocicleta                    | Diários de Che Guevara                           | Cuba               | Walter Salles                     |
| 2005 | Eternal Sunshine of the Spotless Mind            | Brilho Eterno de uma Mente sem Lembranças | O Despertar da Mente                             | Estados Unidos     | Michel Gondry                     |
| 2006 | Million Dollar Baby                              | Menina de Ouro                            | Million Dollar Baby - Sonhos Vencidos            | Estados Unidos     | Clint Eastwood                    |
| 2006 | Lalekhet Al HaMayim (ללכת על המים)               |                                           | Walk On Water: No Limite                         | Israel             | Eytan Fox                         |
| 2006 | Mar adentro                                      | Mar Adentro                               | Mar Adentro                                      | Espanha            | Alejandro Amenábar                |
| 2006 | Match Point                                      | Ponto Final - Match Point                 | Match Point                                      | Reino Unido        | Woody Allen                       |
| 2006 | A History of Violence                            | Uma História de Violência                 | Marcas da Violência                              | Estados Unidos     | David Cronenberg                  |
| 2007 | Little Miss Sunshine                             | Pequena Miss Sunshine                     | Uma Família à Beira de um Ataque de Nervos       | Estados Unidos     | Jonathan Dayton Valerie Faris     |
| 2007 | Brokeback Mountain                               | O Segredo de Brokeback Mountain           | O Segredo de Brokeback Mountain                  | Estados Unidos     | Ang Lee                           |
| 2007 | Volver                                           | Volver                                    | Volver - Voltar                                  | Espanha            | Pedro Almodóvar                   |
| 2007 | The Queen                                        | A Rainha                                  | A Rainha                                         | Reino Unido        | Stephen Frears                    |
| 2007 | Babel                                            | Babel                                     | Babel                                            | Estados Unidos     | Alejandro González Iñárritu       |
| 2008 | Das Leben der Anderen                            | A Vida dos Outros                         | As Vidas dos Outros                              | Alemanha           | Florian Henckel von Donnersmarck  |
| 2008 | 4 luni, 3 săptămâni şi 2 zile                    | 4 Meses, 3 Semanas e 2 Dias               | 4 Meses, 3 Semanas e 2 Dias                      | Roménia            | Cristian Mungiu                   |
| 2008 | Auf der anderen Seite                            | Do Outro Lado                             | Do Outro Lado                                    | Alemanha / Turquia | Fatih Akin                        |
| 2008 | We Own the Night                                 | Os Donos da Noite                         | Nós Controlamos a Noite                          | Estados Unidos     | James Gray                        |
| 2008 | Eastern Promises                                 | Senhores do Crime                         | Promessas Perigosas                              | Canadá             | David Cronenberg                  |
| 2009 | Vals Im Bashir (ואלס עם באשיר)                   | Valsa com Bashir                          | A Valsa com Bashir                               | Israel             | Ari Folman                        |
| 2009 | Eldorado                                         |                                           |                                                  | Bélgica            | Bouli Lanners                     |
| 2009 | Gomorra                                          | Gomorra                                   | Gomorra                                          | Itália             | Matteo Garrone                    |
| 2009 | Into the Wild                                    | Na Natureza Selvagem                      | O Lado Selvagem                                  | Estados Unidos     | Sean Penn                         |
| 2009 | Le Silence de Lorna                              | O Silêncio de Lorna                       | O Silêncio de Lorna                              | Bélgica            | Jean-Pierre Dardenne Luc Dardenne |
| 2009 | There Will Be Blood                              | Sangue Negro                              | Haverá Sangue                                    | Estados Unidos     | Paul Thomas Anderson              |
| 2009 | Two Lovers                                       | Amantes                                   | Duplo Amor                                       | Estados Unidos     | James Gray                        |

## Década de 2010
| Ano                                             | Filme                                           | Título no Brasil                                | Título em Portugal                                    | País                                     | Diretor/Realizador                |
| ----------------------------------------------- | ----------------------------------------------- | ----------------------------------------------- | ----------------------------------------------------- | ---------------------------------------- | --------------------------------- |
| 2010                                            | Gran Torino                                     | Gran Torino                                     | Gran Torino                                           | Estados Unidos                           | Clint Eastwood                    |
| 2010                                            | Avatar                                          | Avatar                                          | Avatar                                                | Estados Unidos                           | James Cameron                     |
| 2010                                            | Milk                                            | Milk - A Voz da Igualdade                       | Milk                                                  | Estados Unidos                           | Gus Van Sant                      |
| 2010                                            | J'ai tué ma mère                                | Eu Matei a Minha Mãe                            |                                                       | Canadá                                   | Xavier Dolan                      |
| 2010                                            | Panique au village                              | Uma Cidade Chamada Pânico                       | Há Pânico na Aldeia                                   | Bélgica                                  | Stéphane Aubier Vincent Patar     |
| 2010                                            | Das weiße Band                                  | A Fita Branca                                   | O Laço Branco                                         | Alemanha                                 | Michael Haneke                    |
| 2010                                            | Slumdog Millionaire                             | Quem Quer Ser um Milionário?                    | Quem Quer Ser Bilionário?                             | Reino Unido                              | Danny Boyle                       |
| 2011                                            | The Social Network                              | A Rede Social                                   | A Rede Social                                         | Estados Unidos                           | David Fincher                     |
| 2011                                            | Inception                                       | A Origem                                        | A Origem                                              | Estados Unidos                           | Christopher Nolan                 |
| 2011                                            | Invictus                                        | Invictus                                        | Invictus                                              | Estados Unidos                           | Clint Eastwood                    |
| 2011                                            | Bright Star                                     | O Brilho de uma Paixão                          | Bright Star - Estrela Cintilante                      | Nova Zelândia                            | Jane Campion                      |
| 2011                                            | Les Amours Imaginaires                          | Os Amores Imaginários                           | Amores Imaginários                                    | Canadá                                   | Xavier Dolan                      |
| 2011                                            | El secreto de sus ojos                          | O Segredo dos Seus Olhos                        | O Segredo dos Seus Olhos                              | Argentina                                | Juan José Campanella              |
| 2011                                            | Illégal                                         |                                                 |                                                       | Bélgica                                  | Olivier Masset-Depasse            |
| 2012                                            | Jodaeiye Nader az Simin (جدایی نادر از سیمین)   | A Separação                                     | Uma Separação                                         | Irão                                     | Asghar Farhadi                    |
| 2012                                            | Black Swan                                      | Cisne Negro                                     | Cisne Negro                                           | Estados Unidos                           | Darren Aronofsky                  |
| 2012                                            | The King's Speech                               | O Discurso do Rei                               | O Discurso do Rei                                     | Reino Unido                              | Tom Hooper                        |
| 2012                                            | Drive                                           | Drive                                           | Drive - Risco Duplo                                   | Estados Unidos                           | Nicolas Winding Refn              |
| 2012                                            | Le Gamin au vélo                                | O Garoto de Bicicleta                           | O Miúdo da Bicicleta                                  | Bélgica                                  | Jean-Pierre Dardenne Luc Dardenne |
| 2012                                            | Incendies                                       | Incêndios                                       | Incendies - A Mulher que Canta                        | Canadá                                   | Denis Villeneuve                  |
| 2012                                            | Melancholia                                     | Melancolia                                      | Melancolia                                            | Dinamarca                                | Lars von Trier                    |
| 2013                                            | Argo                                            | Argo                                            | Argo                                                  | Estados Unidos                           | Ben Affleck                       |
| 2013                                            | Bullhead                                        |                                                 |                                                       | Bélgica                                  | Michaël R. Roskam                 |
| 2013                                            | Laurence Anyways                                | Laurence Anyways                                | Laurence para Sempre                                  | Canadá                                   | Xavier Dolan                      |
| 2013                                            | Oslo, 31. august                                | Oslo, 31 de Agosto                              | Oslo, 31 de Agosto                                    | Noruega                                  | Joachim Trier                     |
| 2013                                            | The Angels' Share                               |                                                 |                                                       | Reino Unido                              | Ken Loach                         |
| 2013                                            | En kongelig affære                              | O Amante da Rainha                              | Um Caso Real                                          | Dinamarca                                | Nikolaj Arcel                     |
| 2013                                            | À perdre la raison                              | Perder a Razão                                  |                                                       | Bélgica                                  | Joachim Lafosse                   |
| 2014                                            | The Broken Circle Breakdown                     | Alabama Monroe                                  | Ciclo Interrompido                                    | Bélgica                                  | Felix Van Groeningen              |
| 2014                                            | Django Unchained                                | Django Livre                                    | Django Libertado                                      | Estados Unidos                           | Quentin Tarantino                 |
| 2014                                            | Blancanieves                                    |                                                 | Branca de Neve                                        | Espanha                                  | Pablo Berger                      |
| 2014                                            | Blue Jasmine                                    | Blue Jasmine                                    | Blue Jasmine                                          | Estados Unidos                           | Woody Allen                       |
| 2014                                            | Dead Man Talking                                |                                                 |                                                       | Bélgica                                  | Patrick Ridremont                 |
| 2014                                            | La grande bellezza                              | A Grande Beleza                                 | A Grande Beleza                                       | Itália                                   | Paolo Sorrentino                  |
| 2014                                            | Gravity                                         | Gravidade                                       | Gravidade                                             | Estados Unidos                           | Alfonso Cuarón                    |
| 2015                                            | Mommy                                           |                                                 |                                                       | Canadá                                   | Xavier Dolan                      |
| 2015                                            | Boyhood                                         | Boyhood - Da Infância à Juventude               | Boyhood - Momentos de Uma Vida                        | Estados Unidos                           | Richard Linklater                 |
| 2015                                            | 12 Years a Slave                                | 12 Anos de Escravidão                           | 12 Anos Escravo                                       | Estados Unidos · Reino Unido             | Steve McQueen                     |
| 2015                                            | Deux jours, une nuit                            | Dois Dias, Uma Noite                            | Dois Dias, Uma Noite                                  | Bélgica · Itália · França                | Irmãos Dardenne                   |
| 2015                                            | Kış Uykusu                                      | Winter Sleep                                    | Sono de Inverno                                       | Turquia                                  | Nuri Bilge Ceylan                 |
| 2015                                            | Ida                                             | Ida                                             | Ida                                                   | Reino Unido · Estados Unidos             | Pawel Pawlikowski                 |
| 2015                                            | The Grand Budapest Hotel                        | O Grande Hotel Budapeste                        | Grand Budapest Hotel                                  | Alemanha · Reino Unido                   | Wes Anderson                      |
| 2016                                            |                                                 |                                                 |                                                       |                                          |                                   |
| Birdman or (The Unexpected Virtue of Ignorance) | Birdman ou (A Inesperada Virtude da Ignorância) | Birdman ou (A Inesperada Virtude da Ignorância) | Estados Unidos                                        | Alejandro González Iñárritu              |                                   |
| Saul fia                                        | O filho de Saul                                 |                                                 | Hungria                                               | László Nemes                             |                                   |
| Je suis mort mais j'ai des amis                 |                                                 |                                                 | Bélgica · França                                      | Guillaume Malandrin e Stéphane Malandrin |                                   |
| Mia Madre                                       | Mia Madre                                       | Minha Mãe                                       | Itália · França ·                                     | Nanni Moretti                            |                                   |
| تاکسی                                           | Taxi                                            | Taxi                                            | Irã                                                   | Jafar Panahi                             |                                   |
| Le Tout Nouveau Testament                       | O Novíssimo Testamento                          |                                                 | Bélgica · França · Luxemburgo                         | Jaco Van Dormael                         |                                   |
| Youth                                           |                                                 | A Juventude                                     | Itália · França · Suíça · Reino Unido                 | Paolo Sorrentino                         |                                   |
| 2017                                            |                                                 |                                                 |                                                       |                                          |                                   |
| I, Daniel Blake                                 | Eu, Daniel Blake                                | Eu, Daniel Blake                                | Reino Unido                                           | Ken Loach                                |                                   |
| Bacalaureat                                     |                                                 | O Exame                                         | Roménia                                               | Cristian Mungiu                          |                                   |
| La Fille inconnue                               |                                                 |                                                 | Bélgica                                               | Jean-Pierre e Luc Dardenne               |                                   |
| Juste la fin du monde                           |                                                 |                                                 | Canadá                                                | Xavier Dolan                             |                                   |
| Aquarius                                        | Aquarius                                        |                                                 | Brasil                                                | Kleber Mendonça Filho                    |                                   |
| Manchester by the Sea                           | Manchester à Beira-Mar                          | Manchester by the Sea                           | Estados Unidos{                                       | Kenneth Lonergan                         |                                   |
| Toni Erdmann                                    | Toni Erdmann                                    | Toni Erdmann                                    | Alemanha                                              | Maren Ade                                |                                   |
| 2018                                            |                                                 |                                                 |                                                       |                                          |                                   |
| Nelyubov                                        | Sem amor                                        | Loveless: Sem Amor                              | Rússia · Alemanha · Bélgica · França                  | Andreï Zviaguintsev                      |                                   |
| The Nile Hilton Incident                        |                                                 |                                                 | Suécia · Dinamarca · Alemanha                         | Tarik Saleh                              |                                   |
| Dunkirk                                         | Dunkirk                                         | Dunkirk                                         | Estados Unidos · Reino Unido · Países Baixos · França | Christopher Nolan                        |                                   |
| L'Échange des princesses                        |                                                 |                                                 | Bélgica · França                                      | Marc Dugain                              |                                   |
| Aquarius                                        | Aquarius                                        |                                                 | Brasil                                                | Kleber Mendonça Filho                    |                                   |
| La La Land                                      | La La Land: Cantando Estações                   | La La Land: Melodia de Amor                     | Estados Unidos                                        | Damien Chazelle                          |                                   |
| Noces                                           |                                                 |                                                 | Bélgica · Luxemburgo · Paquistão · França             | Stephan Streker                          |                                   |
| Rutan                                           | The Square: A Arte da Discórdia                 | O Quadrado                                      | Suécia · Alemanha · Dinamarca · França                | Ruben Östlund                            |                                   |